# Гбарполу
Гбарполу е окръг в Либерия. Разположен е в северозападната част на Либерия и граничи със Сиера Леоне, като по-голямата му част е заета от гори. Столица на окръга е град Бопулу. Площта е 9685 км², а населението, според преброяването през 2008 г., е 83 388 души. Гбарполу се дели на 5 района.
Минното дело и земеделието са главната икономическа активност в окръга преди Либерийската гражданска война, след която инфраструктурата и икономиката на Гбарполу биват унищожени като цяло.